# Base de la Fuerza Aérea McClellan
La Base de la Fuerza Aérea McClellan (1935-2001) (en inglés: McClellan Air Force Base) es una antigua base de la Fuerza Aérea de Estados Unidos ubicada en el área de North Highlands del condado de Sacramento, a 11 km al noreste de Sacramento (California).

## Historia
Durante gran parte de su período de servicio operacional, McClellan fue una instalación de logística y mantenimiento para una amplia variedad de aeronaves militares, así como para equipamientos y suministros. Inicialmente conocida como Pacific Air Depot (Depósito Aéreo del Pacífico) y Sacramento Air Depot (Depósito Aéreo de Sacramento), en 1939 la base pasó a llamarse Mayor Hezekiah McClellan, un pionero en las pruebas aeronáuticas en el Ártico. Nacido en 1894, Hezekiah McClellan falleció el 25 de mayo de 1936 cuando su Consolidated P-30, que estaba probando en vuelo, se estrelló cerca de Centerville (Ohio).
El depósito pasó por varios cambios de nombre, terminando su ciclo operativo en 1995 como Sacramento Air Logistics Center (SALC) (Centro de Logística Aérea de Sacramento). El Sacramento Air Logistics Center (SALC) pasó a ser el Air Force Logistics Command (AFLC) (Comando de Logística de la Fuerza Aérea) y más tarde el Air Force Materiel Command (AFMC) (Comando de Material de la Fuerza Aérea).
En 1986 la Fuerza Aérea de Estados Unidos inauguró el Museo de Aviación de McClellan, en lo que entonces era la Base de McClellan de la Fuerza Aérea. Posteriormente el museo fue arrendando por el Museo Nacional de la Fuerza Aérea de Estados Unidos.
Los Guardacostas de Estados Unidos operaron anteriormente la Coast Guard Air Station Sacramento, en la base de McClellan, para la realización de actividades en calidad de inquilino arrendatario, manteniendo y operando varios aviones Hércules HC-130. La Coast Guard Air Station Sacramento continúa operando en McClellan a pesar de su cierre como Base de la Fuerza Aérea y es la única unidad de aviación militar e instalación que queda en el aeródromo.

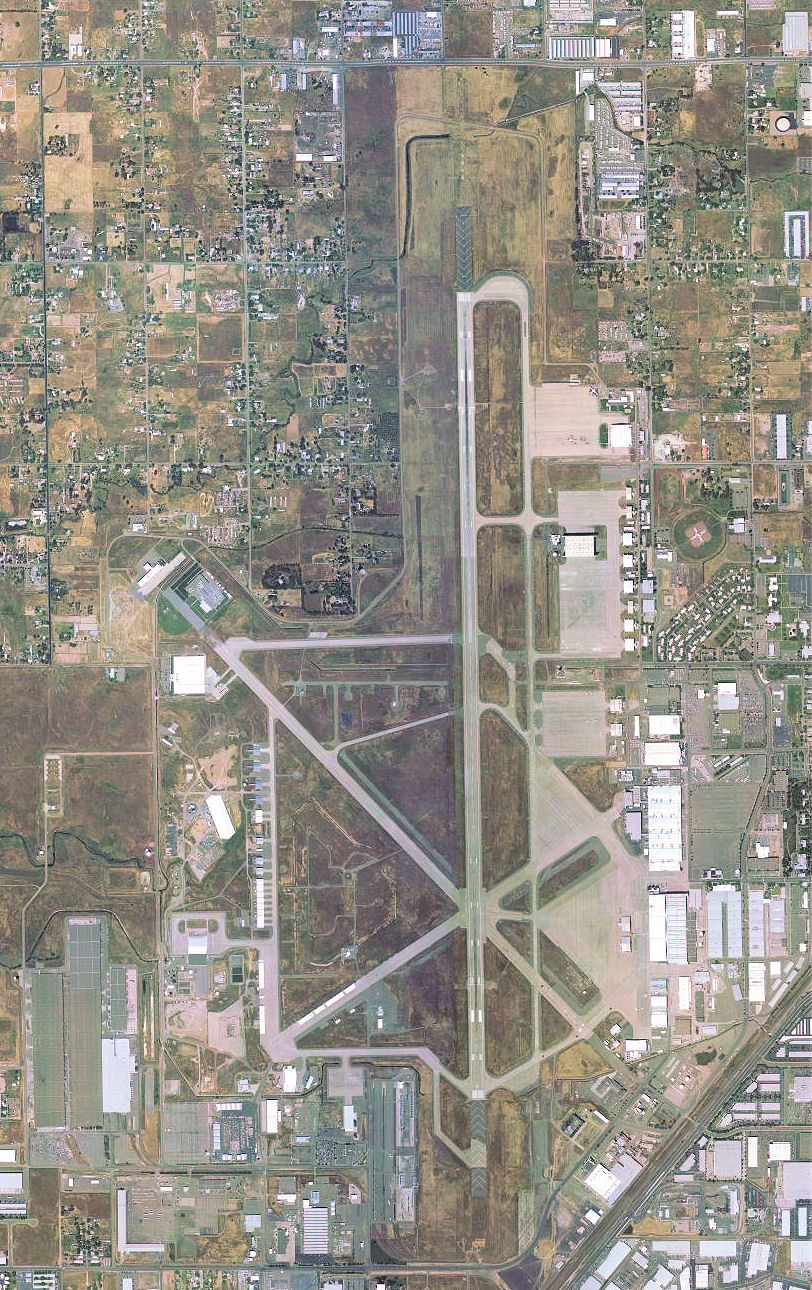
Una imagen aérea de McClellan AFB en 2002.

En 1993 el Pentágono dictaminó la puesta en cierre de la base. Al principio McClellan fue descartada de un listado de bases que estaban en fase de cierre, pero esa decisión se enfrentó a acusaciones tales como que la administración Clinton estaba haciendo tretas políticas. La base finalmente se seleccionó para el cierre y había planes para compensar la pérdida esperada de 1,5 mil millones de dólares y 11.000 puestos de trabajo para la economía de California. El plan se basó en la privatización y otras inversiones para compensar las pérdidas económicas y laborales. La base es ahora el McClellan Business Park, un enclave empresarial en crecimiento que alberga una mezcla diversa de empresas de todo tipo repartidas en más de 743.000 metros cuadrados de espacio. Esta antigua instalación militar es ahora el asentamiento para cientos de empresas privadas, así como para agencias gubernamentales estatales, federales y locales.
Se tenía previsto trasladar en julio de 1997 al 604 Grupo de Apoyo Regional de la Reserva de la Fuerza Aérea, parte de la Cuarta Fuerza Aérea, a la Base de March de la Reserva Aérea en California, como resultado de varios cambios de la Comisión de Cierre y Realineamiento de Bases (Base Closure and Realignment Commission (BRAC).
En 2005 el Museo de Aviación de McClellan cambió su nombre por el de Museo Aeroespacial de California. Varios aviones militares se exhiben dentro de uno de los hangares, y muchos más están afuera en la línea de vuelo. El museo tiene exhibiciones que destacan la misión de la base cuando estuvo en activo, así como bases vecinas tales como Beale AFB, Travis AFB y Mather AFB, que cerró desde entonces. El museo alberga programas educativos para escuelas del entorno local.
En 2015 el Sacramento Bee informó que el aeródromo de McClellan había sido catalogado como sitio Superfund, debido a que la Agencia de Protección Ambiental detectó 326 zonas de residuos en la base. Los pozos de agua más cercanos a la base, en el distrito de Rio Linda-Elverta, han tenido los niveles más altos de cromo hexavalente, que es un cancerígeno conocido. El agua contenida en los seis de los 11 pozos analizados superó los niveles máximos de contaminantes del estado para cromo-6, que es de 10 partes por mil millones.

## Nombres
- Pacific Air Depot, 1935 - 1 de febrero de 1937
- Sacramento Air Depot, 1 de febrero de 1937 - 1 de diciembre de 1939
- McClellan Field, 1 de diciembre de 1939 - 13 de enero de 1948
- Base de McClellan de la Fuerza Aérea (fechas por confirmar, cerrada en 2001)
- Parque empresarial McClellan, 2009-presente

## Principales comandos asignados
- Material Division, United States Army Air Corps, 24 de agosto de 1938 - 11 de diciembre de 1941
- Air Service Command, 11 de diciembre de 1941 - 17 de julio de 1944
- Army Air Forces Materiel and Services Command, 17 de julio de 1944 - 31 de agosto de 1944
- Army Air Forces Technical Service Command, 31 de agosto de 1944 - 1 de julio de 1945
- Air Technical Service Command, 1 de julio de 1945 - 9 de marzo de 1946
- Air Materiel Command, 9 de marzo de 1946 - 1 de abril de 1961
- Air Force Logistics Command, 1 de abril de 1961 - 1 de julio de 1992
- Air Force Materiel Command, 1 de julio de 1992 - 13 de julio de 2001

## Contaminación ambiental
La Junta Asesora de Restauración de McClellan ha dispuesto de un foro para que la comunidad local, las agencias reguladoras y la Fuerza Aérea compartan información sobre los programas de limpieza ambiental actuales y futuros, así como la reutilización de la antigua base.